# Cyaniris pavlovi
Cyaniris pavlovi är en fjärilsart som beskrevs av Kurentsov. Cyaniris pavlovi ingår i släktet Cyaniris och familjen juvelvingar. Inga underarter finns listade i Catalogue of Life.